# Робін Адель Андерсон

Робін Адель Андерсон (англ. Robyn Adele Anderson; нар. 19 лютого 1989 року) — американська співачка та акторка.
Відома своєю співпрацею з Postmodern Jukebox і має понад двісті мільйонів переглядів своїх музичних відео на YouTube.

## Ранні роки та освіта
Робін Адель Андерсон народилася і виросла в Олбані, Нью-Йорк. Має серед предків німців, голландців, англійців, шотландців та корінних американців. Андерсон відвідувала Bethlehem Central High School, грала на кларнеті в шкільному духовому оркестрі й співала в шкільних хорових колективах.
Андерсон навчалася в університеті Бінгемтона, отримала в ньому ступінь бакалавра з політології та арабістики, спеціалізувалася на близькосхідних питаннях і міжнародних відносинах. Один семестр 2009 року стажувалася в Севільському університеті, Іспанія. За видатні досягнення в навчанні отримала стипендію Ізраеля Розецького «Мова та Культура» та нагороду ректора 2011 року. Робін вільно володіє іспанською мовою та спілкується німецькою та турецькою мовами.
З 2012 по 2015 рр. Андерсон працювала в Центрі біженців ANSOB, некомерційній організації в Асторії, штат Нью-Йорк, що допомагає біженцям отримувати юридичні та соціальні послуги.

## Творча кар'єра
2012 року Андерсон познайомилася з американським піаністом та аранжувальником Скоттом Бредлі. 2013 року Андерсон у складі Postmodern Jukebox (Адам Кубота — контрабас, Аллан Меднард — барабани, Скотт Бредлі — клавішні) виконала кавер пісні Thrift Shop Маклемора й Райана Льюїса.
Оприлюднений 11 лютого 2013 року на YouTube, цей кавер приніс виконавцям шалений успіх, досягнув 1 мільйона переглядів за перший тиждень та 4 мільйонів за перший рік. Ще одним з найпопулярніших каверів Postmodern Jukebox в стилі ду-воп у виконанні Робін Андерсон є We Can't Stop на пісню Майлі Сайрус з альбому Bangerz. Завдяки сенсаційній популярності цих відео, 2013 року Робін Андерсон разом з Postmodern Jukebox потрапила у програму Good Morning America (ABC) та у TEDx 2014 року.
Після кількох років роботи як виконавець, Андерсон почала створювати власні відео та започаткувала власний канал на YouTube. Станом на 20 березня 2018 року її канал має понад 260 000 абонентів та 23 мільйони переглядів, багато в чому завдяки декільком вірусним каверам, включаючи «Clint Eastwood» на пісню Gorillaz, який має майже 6 мільйонів переглядів.
У січні 2014 року Робін стала штатною колумністкою онлайн-журналу KpopStarz присвяченому корейському жанру K-pop.
Епізодично Андерсон бере участь як гість-вокаліст у виступах бурлескного нью-йоркського дуету Ніка Керлі та Лорен Моліна The Skivvies, а також позиціонує себе як пін-ап модель.
2015 року Андерсон виконала роль Ліліан Тешман у бродвейській виставі Синтії фон Бюлер «Північні пустощі Зігфельда» поставленій у Liberty Theatre.
2016 року Робін Андерсон грала роль Люсіль у виставі «Летючий лікар Мольєра», що відбулася у художній галереї Central Booking Art Space.
Восени 2017 року Андерсон започаткувала серію сольних шоу в клубах Нью-Йорка, перше з яких відбулося у Feinstein's/54 Below

## Дискографія
Участь в альбомах Postmodern Jukebox:
| - 2013 — Introducing Postmodern Jukebox - «Don't You Worry Child» - «Thrift Shop» - «Die Young» - «Beauty and a Beat» - «Thrift Shop (Bart & Baker Electro Swing remix)» - «Thrift Shop (Vintage Phonograph mix)» - «Don't You Worry Child (Vintage Phonograph mix)» - 2014 — Clubbin' with Grandpa - «Burn» - «Careless Whispere» - «Birthday» - «Talk Dirty» - «Like A Prayer» - «We Found Love» | - 2014 — A Very Postmodern Christmas - «God Rest Ye Merry Gentlemen» - «Hark! The Herald Angels We Have Heard On High» - «My Favorite Things» - «The First Noel» - 2014 — Twist is the New Twerk - «We Can't Stop» - «Thrift Shop» - «Die Young» - «Timber» - «Gentleman» - «Call Me Maybe» - «Get Lucky» - «Come & Get It» - «Don't You Worry» - «Just Dance» - «Wake Me Up» - «Young and Beautiful» - «Beauty and a Beat» | - 2015 — Selfies on Kodachrome - «Anaconda» - 2015 — Emoji Antique - «Paper Planes» - «Gangsta's Paradise» - 2015 — Swipe Right for Vintage - «I Kissed A Girl» - 2016 — PMJ is for Lovers - «We Found Love» - 2016 — Swing the Vote! - «Hollaback Girl» - 2016 — The Essentials - «We Can't Stop» - «Burn» - 2017 — 33 Resolutions Per Minute - «Cold Water» - 2018 — Jazz Me Outside, Pt. 1 - «New Rules» |